# Бригади на мъчениците от Ал-Акса
Бригадите на мъчениците от Ал-Акса (كتائب شهداء الاقصى) са палестинска групировка, близка на организацията Фатах. Те са движещи сили на Интифадата Ал-Акса. Името идва от джамията Ал-Акса, едно от свещените места за мюсюлманите и икона на палестинското движение. Редиците на бригадите се попълват от Танзим — бойна младежка групировка в ал Фатах. След смъртта на Ясер Арафат на 11 ноември 2004 тя е преименувана на Бригади на мъченика Ясер Арафат, но по-късно отново приемат старото си име.